# Zhang Lin (remero)
Zhang Lin (en chino: 张林; Fuxin, 6 de marzo de 1983) es un deportista chino que compitió en remo.
Ganó una medalla de oro en el Campeonato Mundial de Remo de 2006, en la prueba de cuatro sin timonel ligero. Participó en los Juegos Olímpicos de Pekín 2008, ocupando el octavo lugar en la misma prueba.

## Palmarés internacional
| Campeonato Mundial | Campeonato Mundial | Campeonato Mundial | Campeonato Mundial        |
| Año                | Lugar              | Medalla            | Prueba                    |
| ------------------ | ------------------ | ------------------ | ------------------------- |
| 2006               | Eton (Reino Unido) | Medalla de oro     | Cuatro sin timonel ligero |